# Kokava
Kokava (a 20. század elején Tátrakóka, szlovákul Liptovská Kokava) község Szlovákiában, a Zsolnai kerület Liptószentmiklósi járásában.

## Fekvése
Liptószentmiklóstól 15 km-re keletre, a Nyugati-Tátra lábánál fekszik. Tipikus tátraaljai, felsőliptói mezőgazdasági település, területe a Tátrai Nemzeti Parkhoz tartozik. A falu felett Szlovákia egyik jelképe, a 15 km-re fekvő Kriváň magasodik.

## Története
A falut dovallói jobbágyok alapították a 15. század első felében, de közben elnéptelenedett. Első írásos említése 1469-ből származik, ekkor még Kisdóval volt a neve. Kezdetben Liptóújvár uradalmához tartozott. Csak a 16. század végén telepítették újra, egykor vashámora is volt. Az újratelepített falut 1588-ban említik először Kóka, illetve Újdóval néven. Első temploma 1636-ban épült Szent Simon és Júdás tiszteletére. A község pecsétje a 17. századból származik, temploma védőszentjei: Szent Simon és Júdás apostolok láthatók rajta. Lakói pásztorkodással, majd a 18. századtól fuvarozással, szénégetéssel, favágással, erdei munkákkal foglalkoztak és a helyi vashámorokban dolgoztak. 1784-ben 74 házában 690 lakos élt.
A 18. század végén Vályi András így ír róla: „KOKAVA. Tót falu Liptó Várm. földes Ura a’ K. Kamara, lakosai katolikusok, fekszik Dovillához közel, és annak filiája, legelője elég, földgye sovány.”
1828-ban 99 ház állt a településen 1390 lakossal.
Fényes Elek 1851-ben kiadott geográfiai szótárában így ír a faluról: „Kokova, Liptó m. tót falu, a Kárpát hegyek alatt, 166 kath. 1184 evang. lak., evang. anya-, kath. filial. templomok. – Földje sovány; erdeje szép és nagy. Van vashámorja; fürészmalma; nevezetes juhtartása. Lakosai között sok fuvaros találtatik. F. u. a kamara. Ut. p. Vichodna.”
A trianoni diktátumig Liptó vármegye Liptóújvári járásához tartozott.
Evangélikus iskolája 1940-ben készült el. A második világháború alatt a környéken élénk partizán tevékenység folyt.

## Népessége
| Év:            | 1994. | 2004.    | 2014.   | 2024.   |
| -------------- | ----- | -------- | ------- | ------- |
| Emberek száma: | 1175  | 1054     | 959     | 882     |
| Eltérés:       |       | -10,29 % | -9,01 % | -8,02 % |

| Év:            | 2023. | 2024.   |
| -------------- | ----- | ------- |
| Emberek száma: | 901   | 882     |
| Eltérés:       |       | -2,10 % |

1910-ben 1119, túlnyomórészt szlovák lakosa volt.
2001-ben 1090 lakosából 1082 szlovák volt.
2011-ben 974 lakosából 940 szlovák.

## Nevezetességei
- Szent Simon és Júdás apostoloknak szentelt római katolikus temploma 1830-ban épült a korábbi fatemplom helyén.
- Evangélikus temploma 1929-ből való.
- A község tátraaljai fekvése a turista útvonalak kedvelt kiindulópontjává teszi. A Tátra nevezetességei közül a Račková dolina (6 km), a Jamnická dolina (6 km), a Tichá dolina (10 km), a Kőprová dolina (10 km) vannak elérhető közelségben.

## Külső hivatkozások
- Hivatalos oldal Archiválva 2007. február 25-i dátummal a Wayback Machine-ben
- Községinfó
- Kokava Szlovákia térképén
- E-obce.sk Archiválva 2008. február 7-i dátummal a Wayback Machine-ben